# وسلی فوفانا (بازیکن فوتبال)
وسلی فوفانا (فرانسوی: Wesley Fofana‎؛ زادهٔ ۱۷ دسامبر ۲۰۰۰) بازیکن فوتبال اهل فرانسه است که در پست مدافع میانی برای باشگاه فوتبال چلسی در لیگ برتر فوتبال انگلستان بازی می‌کند.

## چلسی
در تاریخ ۳۱ اوت ۲۰۲۲ وی با قراردادی ۶ ساله به ارزش ۷۰ میلیون پوند به چلسی پیوست و تبدیل به یکی از گران‌قیمت‌ترین مدافعین تاریخ دنیا شد.

## افتخارات
سن-اتین
- جام حذفی فوتبال فرانسه نایب قهرمان: ۲۰۱۹–۲۰[۶]

لستر سیتی
- جام حذفی فوتبال انگلستان: ۲۰۲۰–۲۱[۷]

چلسی
- لیگ کنفرانس اروپا: ۲۵–۲۰۲۴[۸]

انفرادی
- فدراسیون بین‌المللی تاریخ و آمار فوتبال: ۲۰۲۰[۹]